# Festival du film d'aventure de La Réunion
Le festival du film d'aventure de La Réunion est un festival de cinéma français qui se tient annuellement sur l'île de La Réunion, dans l'océan Indien. Spécialisé dans le film d'aventure, il donne lieu à des projections publiques sur la plage au cap Homard.